# Блудный сын (фильм, 1981)
«Блудный сын» (кит. 敗家仔, англ. The Prodigal Son, букв. Сын разоряет семью) — гонконгский фильм с боевыми искусствами режиссёра Саммо Хуна, вышедший в 1981 году.

## Сюжет
Лён Чань — молодой человек из богатой семьи, проживающий в городе Фошань в середине 19-го века. Он ученик кунг-фу, проходящий обучение у двух инструкторов, нанятых отцом. Лён Чань дрался около трёхсот раз в своём городе и выиграл каждый поединок, но его отец тайно приказал своему слуге ради здоровья сына, И Тхунчхою, подкупать противников, чтобы они проигрывали. Бесконечные победы заставляют Лён Чаня поверить в то, что он боец мирового класса, но, на самом деле, он даже не знает основ кунг-фу, и любой настоящий боец может легко победить его.
Однажды ночью трое друзей Чаня посещают выступление труппы Лок Фун Линь Китайской Оперы. Одному из друзей начинает нравиться главная актриса, и он просит её прийти на свидание после выступления. Она отказывает, но он настаивает и преследует её. Она оказывается мужчиной, Лён Итай, мастером вин-чунь. Он избивает и унижает друзей Чаня. Чань вызывает на бой Итая, чтобы отомстить за унижения, причинённые друзьям. Как обычно, И Тхунчхой  пытается подкупить Итая, но тот отказывается, с лёгкостью побеждает соперника и раскрывает правду о навыках Лён Чаня.
Чань, желая овладеть настоящим кунг-фу, просит Итая научить его вин-чунь. Итай отказывает потому, что он думает, что Чань будет злоупотреблять такими умениями, но отец Чаня покупает труппу Лок Фун Линь, и Чань назначает себя личным ассистентом Итая, настаивая на обучении до тех пор, пока Итай не согласится. Так продолжается шесть месяцев. Труппа посещает Кантон. Там свидетелем демонстрации навыков Итая в вин-чунь становится господин Нгай Фэй, сын маньчжурского князя. Нгай тоже является мастером боевых искусств и желает найти достойного противника.
Нгай вынуждает Итая драться с ним. Бой продолжается до тех пор, пока у Итая не случается приступ астмы. Нгай прекращает бой и откладывает его, пока Итай не выздоровеет и не будет в форме. Выясняется, что Нгай такой же, как и Чань — его отец тайно приказал телохранителям Нгая защищать сына от всех, кто может победить его в бою. Тем не менее, их методы более безжалостные и жестокие, чем у родителей Чаня — они прибегают к убийству.
Ночью телохранители Нгая и команда убийц проникают в театр Лок Фун Линь, убивают членов труппы и сжигают театр. У Итая проблемы со сном из-за астмы, и он видит свет, отражённый от клинка одного из убийц, вовремя понимает в чём дело и успевает сбежать с Чанем. Убийцы думают, что они погибли в огне также, как и все остальные. Итай приводит Чаня в дом своего боевого брата Вон Вапоу. Благодаря Вапоу Чань наконец убеждает Итая научить его вин-чунь. Чань учится у обоих: Итай учит вин-чунь, а Вапоу вольному бою.
Со временем Чань достигает успеха в изучении, но Итаю становится всё хуже. Чань отводит Итая в Фошань к доктору. Там Нгай узнаёт, что Итай всё ещё жив, и навещает его. Итай раскрывает правду о тайных делах людей Нгая. Телохранители Нгая убивают Итая. Нгай, в ужасе от увиденного, убивает своих телохранителей. Чань вызывает Нгая на бой. Используя всё, чему научили Итай и его друг, Чаню удаётся избить Нгая.

## В ролях
| Актёр        | Роль                    |
| ------------ | ----------------------- |
| Саммо Хун    | Вон Вапоу               |
| Юань Бяо     | Лён Чань                |
| Фрэнки Чань  | Нгай Фэй                |
| Лам Чинъин   | Лён Итай                |
| Чун Фат      | подручный Нгай Фэя      |
| Дик Вэй      | подручный Нгай Фэя      |
| Вай Пак      | Ау Юккуай               |
| Питер Чань   | И Тхунчхой              |
| Лэй Хойсан   | учитель кунг-фу         |
| Чинь Ютсан   | учитель кунг-фу         |
| Чён Кинпо    | руководитель труппы     |
| Чань Яухау   | отец Лён Чаня           |
| Линь Цзин    | мать Лён Чаня           |
| Лэй Маньтхай | сердитый мастер кунг-фу |
| Хо Вайхань   | Нгань Муй               |

## Съёмочная группа
- Компания: Golden Harvest
- Продюсер: Рэймонд Чоу
- Режиссёр: Саммо Хун
- Сценарист: Саммо Хун, Барри Вон[кит.]
- Ассистент режиссёра: Уэллсон Чинь[кит.], Рикки Лау
- Постановка боевых сцен: Саммо Хун, Юань Бяо, Лам Чинъин, Билли Чань
- Художник: Мак Во, Чинь Сам
- Монтажёр: Питер Чён
- Грим: Чань Куокхун
- Оператор: Рики Лау
- Композитор: Чань Фэйлап, Фрэнки Чань[кит.]

## Награды
2-я Гонконгская кинопремия (1983)
Номинация в категории:
- Лучший фильм
- Лучшая режиссура — Саммо Хун

Премия в категории:
- Лучшая хореография — Саммо Хун, Юань Бяо, Лам Чинъин, Билли Чань